# サラバ、愛しき悲しみたちよ
「サラバ、愛しき悲しみたちよ」（サラバ、いとしきかなしみたちよ）は、2012年11月21日に発売された、ももいろクローバーZの9枚目のシングル。作曲は、世界的有名ギタリストで元BOØWY、COMPLEXのメンバーである布袋寅泰。

## 収録曲解説

### サラバ、愛しき悲しみたちよ
作詞：岩里祐穂 / 作曲・編曲：布袋寅泰
歌詞・動画 - 歌ネット
ギタリストの布袋寅泰が、作曲・編曲そしてギター演奏を担当。一度はマネージャーがオファーを断っていたが、知人のクリス・ペプラーが布袋に対して「絶対受けるべき」と楽曲提供を勧めたことで実現に至った。後日この2人が行ったトークショーでは、ペプラーが「（ももクロは）ただのアイドルじゃなくて、すごくロック!」と熱弁したのに対し、布袋も「一緒にやってみてわかった」と5人のロック性に共感を示した。人間の「光と闇」をテーマとした楽曲で、衣装は"モノクロ"の配色となっている。百田夏菜子の母は布袋が引き受けるなど誰にでも叶うようなことではないと娘に力説した。
日本テレビ系ドラマ『悪夢ちゃん』主題歌。グループにとって、持ち歌がテレビドラマ主題歌に起用されたのは初めてのことであった。第75回ザテレビジョンドラマアカデミー賞 ドラマソング賞を受賞。
2012年にNHK紅白歌合戦に初出場した際に、「行くぜっ!怪盗少女」と共にメドレーとして演じた。2014年9月に、シングルトラックとして音楽配信ダブル・プラチナ認定（50万ダウンロード以上）を受けている。
2021年には、「サラバ、愛しき悲しみたちよ -ZZ ver.-（ダブルゼータ バージョン）」を、2018年以降のメンバー4人体制バージョンとして制作。配信限定アルバム「ZZ’s II」に収録された。

### 黒い週末
作詞：只野菜摘 / 作曲・編曲：NARASAKI
歌詞・動画 - 歌ネット
ヘヴィメタルバンドのブラック・サバスへのオマージュ作品とされており、同グループの楽曲「Sweet Leaf」と同様に楽曲冒頭で咳込む声が入ったり、別の楽曲「Cabbra Cadabra（サブラ・カダブラ）」を模して「カブラ・サダブラ」という歌詞が織り込まれていたりする。
佐々木彩夏が「All abroad あーはっはっはっはー」と叫ぶ部分は、ブラック・サバスのボーカルを務めるオジー・オズボーンのソロ曲「Crazy Train」の冒頭部と一致する。翌年にはオジーの主宰するハードロックフェス『オズフェスト』にももクロが参加を果たし、「黒い週末」も披露している。
ギター演奏でNARASAKIと、人間椅子の和嶋慎治が参加しており、『オズフェスト』では両者がバックの演奏で登場し、メタラーの間で話題となった。
TBS系『CDTV』で2014年5月に行われた「ももいろクローバーZの好きな歌TOP5」では、4位にランクインしている。
リリース時には、全国の学校の校内放送で音源が初公開されるという、珍しいプロモーションが行われた。これは、生徒から希望があった全国の小・中・高等学校に、この曲とメンバーのトークが収録された校内放送用CDが郵送され、昼休みに流してもらうというものだった。玉井詩織の発案であり、ニッポン放送『ももクロくらぶxoxo』との連動企画として実施された。
10周年BESTアルバム『MOMOIRO CLOVER Z BEST ALBUM「桃も十、番茶も出花」』〈初回限定 -モノノフパック-〉のファン投票企画で5位に選ばれている。
2023年には、「黒い週末 -ZZ ver.-（ダブルゼータ バージョン）」を、2018年以降のメンバー4人体制バージョンとして制作。配信限定アルバム『ZZ’s III』に収録された。

### Wee-Tee-Wee-Tee
読み：ウィーティーウィーティー
作詞・作曲：CHI-MEY / 編曲：大久保友裕
歌詞・動画 - 歌ネット
タカラトミー『ファービー』イメージソング（CMソング）。曲中にファービッシュ（ファービー語）で歌われる箇所があり、Wee-Teeは「歌う」という意味。よってタイトルのWee-Tee-Wee-Teeは「歌おう!」という意味合いである。
後に、福岡ソフトバンクホークス・柳田悠岐の登場曲として採用された。

## 参加ミュージシャン
サラバ、愛しき悲しみたちよ
- ギター：布袋寅泰
- プログラミング：岸利至

黒い週末
- ギター & プログラミング：NARASAKI
- ギターソロ：和嶋慎治（人間椅子）
- ベース：高橋竜
- オルガン：こじまみのり

Wee-Tee-Wee-Tee
- 全ての楽器：大久保友裕・CHI-MEY

## トラックリスト

### 初回限定盤
1. サラバ、愛しき悲しみたちよ [5:00]
2. 黒い週末 [6:23]
3. サラバ、愛しき悲しみたちよ（off vocal ver.）
4. 黒い週末（off vocal ver.）

DVD：サラバ、愛しき悲しみたちよ（ミュージック・ビデオ）

### 通常盤
1. サラバ、愛しき悲しみたちよ
2. 黒い週末
3. Wee-Tee-Wee-Tee [4:25]
4. サラバ、愛しき悲しみたちよ（off vocal ver.）
5. 黒い週末（off vocal ver.）
6. Wee-Tee-Wee-Tee（off vocal ver.）

## 公式書籍
- 『ももいろクローバーZ　サラバ、愛しき悲しみたちよ』ヤマハミュージックメディア〈バンドスコア〉、2013年1月28日。ISBN 978-4-636-89507-0。

## カバー
- コアラモード. - 2ndアルバム『COALAMODE.2～街風泥棒～』初回限定ボーナストラックとして収録[11]
- 島村卯月（大橋彩香）・渋谷凛（福原綾香）・本田未央（原紗友里）- ゲーム『アイドルマスター　シンデレラガールズ スターライトステージ』に収録。『THE IDOLM@STER CINDERELLA GIRLS STARLIGHT MASTER R/LOCK ON! 07 ストリート・ランウェイ』にフルバージョンを収録。
- 布袋寅泰 - 2013年10月30日リリースComplete Live Box『Rock'n Roll Revolution Tour』（Blu-ray）に「サラバ、愛しき悲しみたちよ~Rocket Dive~Still Alive」メドレー形式で作曲者本人カバーを収録。